# Alexandra Tobor
Alexandra Tobor (* 10. Januar 1981) ist eine deutsche Schriftstellerin und Podcasterin.

## Leben und Wirken
Bis zu ihrem achten Lebensjahr lebte Tobor in Polen, bis sie mit ihrer Familie als Aussiedler nach Deutschland kam. Nach dem Abitur schrieb sie Kritiken für das Spex-Magazin und arbeitete in der Redaktion von VIVA Polska in Köln. Anschließend studierte sie Soziologie und Kunstgeschichte an der Universität Marburg.
Alexandra Tobor betreibt seit 2010 ein literarisches Weblog, das über ihren Twitter-Account mit rund 21.000 Followern eine breite Netzöffentlichkeit erreicht. Ihr Debütroman Sitzen vier Polen im Auto behandelt humorvoll die Einwanderung einer fiktiven polnischen Familie nach Deutschland. Er enthält dabei autobiografische Anteile und ist dem Genre der Migrationsliteratur zuzuordnen. Der Roman erreichte Platz 24 auf der Spiegel-Bestsellerliste in der Kategorie „Taschenbuch Sachbücher“.
Seit dem 24. Februar 2013 ist Alexandra Tobor Gesprächspartnerin von Holger Klein beim Podcast Die neue Wrintheit. Zudem veröffentlicht Tobor seit dem 5. Juni 2013 mit In trockenen Büchern einen eigenen Podcast, in dem sie Sachbücher zu verschiedenen Themen präsentiert und zusammenfasst. Außerdem produziert sie seit dem 19. Februar 2017 den Podcast Anekdotisch Evident, in dem sie in monothematischen Folgen zusammen mit Katrin Rönicke über Kultur und Wissenschaft spricht. Ihr zweiter Roman Minigolf Paradiso erschien 2016 bei Rowohlt. Alexandra Tobor lebt heute in Augsburg.

## Veröffentlichungen
- 2016: Minigolf Paradiso. Reinbek: Rowohlt, ISBN 978-3-499-23630-3.
- 2009: Qualitative Evaluationsforschung im Internet – Online-Foren als Werkzeuge interpretativer Sozialforschung In: Nikolaus Jackob (Hrsg.): Sozialforschung im Internet. Methodologie und Praxis der Online-Befragung. Wiesbaden: VS Verlag für Sozialwissenschaften. ISBN 978-3-531-16071-9.
- 2012: Sitzen vier Polen im Auto. Berlin: Ullstein, ISBN 978-3-548-28374-6.